# ستاره‌های روی زمین
ستاره‌های روی زمین (به هندی: Taare Zameen Par) فیلمی بالیوودی در گونه درام و ماجرایی که در سال ۲۰۰۷ ساخته شد.
این فیلم در داخل و خارج از هند موفق بود. در لیست ۲۵۰ فیلم برتر تاریخ سینما که توسط وبگاه imdb تنظیم شد، این فیلم با امتیاز ۸٫۳ از ۱۰، در رتبه ۱۱۹ قرار دارد؛ و با این که امتیازش با فیلم کمدی سه احمق یکی است اما رتبه اش از این فیلم نیز بالاتر می‌باشد. ستاره‌های روی زمین نامزد اسکار بهترین فیلم خارجی زبان نیز شد. این فیلم نخستین کارگردانی عامر خان می‌باشد که تهیه‌کنندگی فیلم نیز توسط خان و در کمپانی شخصی او یعنی عامر خان پروداکشن انجام شد.

## خلاصه داستان

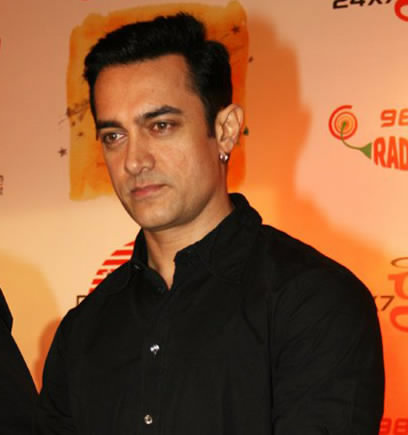
عکس از بازیگر دارشیل سفری

ایشّان آواستی (دارشیل سفری) کودکی نه ساله است که یک سال در کلاس سوم مردود شده و علی‌رغم برادر بزرگترش – که همیشه بالاترین نمره‌ها را می‌گیرد – در کلاس از همه ضعیف تر است و به همین خاطر بارها توسط پدر و همکلاسی‌هایش تحقیر می‌شود. عاقبت وی با کارهای اشتباه خود، باعث به تنگ آمدن پدرش می‌شود و او ایشان را به مدرسه شبانه‌روزی می‌فرستد. اما او نمی‌تواند به علت بدخلقی معلمان – به خصوص معلم هنر - در آن جا دوام بیاورد و به شدت ناراحت است. او حتی دیگر تلفنی با پدر و مادرش هم صحبت نمی‌کند. با ورود رام شانکر نیکومب (عامر خان) یک معلم هنر جدید، که قرار است موقتی درس بدهد و کار اصلی اش در مدرسه‌های استثنایی است – مدرسه دچار تحولاتی می‌شود. او با دیدن ناراحتی‌های ایشان، تصمیم می‌گیرد که دربارهٔ ضعف درسی او اطلاعاتی به دست آورد. نیکومب با دیدن دفترمشق‌های او (که کلمات برعکس نوشته شده‌اند و دور آن‌ها خط قرمز کشیده شده‌است) متوجه می‌شود که او اختلال واژگانی دارد (همان مشکلی که خود او در کودکی داشته‌است) و حروف الفبا را اشتباه می‌نویسد. سرانجام او با قانع کردن والدین ایشان و پرسنل مدرسه، با حوصله به ایشان درس می‌دهد و او پس از مدتی به خوبی کلمات را می‌خواند. نیکومب چندی بعد مسابقه‌ای نقاشی بین معلمان و دانش آموزان برگزار می‌کند. زیباترین نقاشی‌ها را ایشان و خود نیکومب (که عکسی از ایشان است) کشیده‌اند و هر دو عکس پشت و روی جلد دفتر بچه‌های مدرسه چاپ می‌شود.